# Désaveu et réserve
En droit constitutionnel canadien, le désaveu et la réserve sont des pouvoirs permettant d'invalider une loi votée par le Parlement fédéral ou par les assemblées législatives provinciales. Ce pouvoir est conféré au monarque canadien. Le gouverneur-général possède certains pouvoirs de réserves mais la majorité sont seulement exercés par le monarque régnant. Toutefois, comme plusieurs autres pouvoirs conférés au monarque et au gouverneur-général, il s'agit du premier ministre qui l'exerce.
Ces pouvoirs sont prévus aux articles 55 à 57 et à l'article 90 de la Loi constitutionnelle de 1867.

## Historique
Dans les premières années de la fédération canadienne, ces pouvoirs furent invoqués assez fréquemment, mais ils sont vite tombés en désuétude. Ils sont actuellement considérés comme obsolètes et sans force, même si on ne les a jamais formellement éliminés. En 1971, lors des négociations entourant la Charte de Victoria, certains tentèrent de retirer ces pouvoirs de la Constitution, sans succès.

## Réserve
Le pouvoir de réserve est détenu par le gouverneur général ou le lieutenant-gouverneur, qui a l'autorité de renvoyer une loi au gouvernement 
L'usage de l'article 90 dura particulièrement longtemps et fut très contentieux. Cette section permettait aux lieutenants-gouverneurs de renvoyer des lois provinciales au gouvernement fédéral pour obtenir son approbation. Quoique utilisée rarement, elle fut appliquée pour la dernière fois en 1961.

## Désaveu
Le désaveu est le pouvoir d'invalider des lois fédérales et les lois provinciales.
D'abord, en ce qui concerne les lois fédérales, le pouvoir de désaveu permet au roi du Canada, par le biais du gouvernement britannique, d'annuler une loi votée par le Parlement fédéral dans les deux ans qui suit sa sanction par le gouverneur général. Plusieurs auteurs sont toutefois d'avis que ce pouvoir est « complètement périmé depuis longtemps. »
Toutefois, en ce qui concerne les lois provinciales, le pouvoir de désaveu donne au roi et gouverneur général, c'est-à-dire au gouvernement fédéral, le pouvoir d'annuler une loi adoptée par une province dans l'année qui suit sa sanction par le lieutenant-gouverneur de la province. Au début de la fédération, le premier ministre John A. Macdonald au nom de Sa Majesté, exerça le pouvoir de désaveu contre les lois provinciales de façon routinière. Au début du XXe siècle, le désaveu des lois provinciales était devenu très rare, toutefois, il fut utilisé dans les années 1930 contre plusieurs lois du gouvernement créditiste de l'Alberta. Depuis 1867, le gouvernement fédéral a désavoué à 112 reprises des lois provinciales. Toutefois, la dernière loi à avoir été désavouée remonte à avril 1943. Il s'agissait de la loi albertaine An Act to Prohibit the Sale of Lands to any Enemy Aliens and Hutterites for the Duration of the War.

## Articles de la Loi constitutionnelle de 1867
Les articles 55, 56, 57 et 90 de la Loi constitutionnelle de 1867 prévoient les pouvoirs de désaveu et de réserve.

« Sanction royale aux bills, etc.
55. Lorsqu'un bill voté par les chambres du parlement sera présenté au gouverneur-général pour la sanction de la Reine, le gouverneur-général devra déclarer à sa discrétion, mais sujet aux dispositions de la présente loi et aux instructions de Sa Majesté, ou qu'il le sanctionne au nom de la Reine, ou qu'il refuse cette sanction, ou qu'il réserve le bill pour la signification du bon plaisir de la Reine.

Désaveu, par ordonnance rendue en conseil, des lois sanctionnées par le gouverneur-général
56. Lorsque le gouverneur-général aura donné sa sanction à un bill au nom de la Reine, il devra, à la première occasion favorable, transmettre une copie authentique de la loi à l'un des principaux secrétaires d'État de Sa Majesté; si la Reine en conseil, dans les deux ans après que le secrétaire d'État l'aura reçu, juge à propos de la désavouer, ce désaveu, — accompagné d'un certificat du secrétaire d'État, constatant le jour où il aura reçu la loi — étant signifié par le gouverneur-général, par discours ou message, à chacune des chambres du parlement, ou par proclamation, annulera la loi à compter du jour de telle signification.

Signification du bon plaisir de la Reine quant aux bills réservés
57. Un bill réservé à la signification du bon plaisir de la Reine n'aura ni force ni effet avant et à moins que dans les deux ans à compter du jour où il aura été présenté au gouverneur-général pour recevoir la sanction de la Reine, ce dernier ne signifie, par discours ou message, à chacune des deux chambres du parlement, ou par proclamation, qu'il a reçu la sanction de la Reine en conseil.
Ces discours, messages ou proclamations, seront consignés dans les journaux de chaque chambre, et un double dûment certifié en sera délivré à l'officier qu'il appartient pour qu'il le dépose parmi les archives du Canada. 

Application aux législatures des dispositions relatives aux crédits, etc.
90. Les dispositions suivantes de la présente loi, concernant le parlement du Canada, savoir: les dispositions relatives aux bills d'appropriation et d'impôts, à la recommandation de votes de deniers, à la sanction des bills, au désaveu des lois, et à la signification du bon plaisir quant aux bills réservés, — s'étendront et s'appliqueront aux législatures des différentes provinces, tout comme si elles étaient ici décrétées et rendues expressément applicables aux provinces respectives et à leurs législatures, en substituant toutefois le lieutenant-gouverneur de la province au gouverneur-général, le gouverneur-général à la Reine et au secrétaire d'État, un an à deux ans, et la province au Canada. »